# Centrale autonome des travailleurs du Pérou
 (février 2024).
Si vous disposez d'ouvrages ou d'articles de référence ou si vous connaissez des sites web de qualité traitant du thème abordé ici, merci de compléter l'article en donnant les références utiles à sa vérifiabilité et en les liant à la section « Notes et références ».
La Central Autónoma de Trabajadores del Perú (CATP - Centrale autonome des travailleurs du Pérou) est un syndicat péruvien affillié à la Confédération syndicale internationale.